# ماكليني
ماكليني (بالإنجليزية: Macclenny)‏ هي مدينة أمريكية تقع في ولاية فلوريدا. تبلغ مساحة هذه المدينة 8.5 (كم²)، ويبلغ عدد سكانها 6374 نسمة حسب إحصاء سنة 2010 م 6374. تشير إحصاءات سنة 2000م بأن الكثافة السكانية في هذه المدينة تقدر بـ(5002.5) نسمة/كم2 